# Beke Márk
Beke Márk (Debrecen, 1975. november 27. –) magyar zenész, zeneszerző.

## Életpályája
Polgári családban született. Szülei mindketten pedagógusok. Végzettsége angol, irodalom- és nyelvszakos tanár valamint kommunikációs bölcsész.
A zenével való kapcsolata 5 éves korában kezdődött a debreceni állami zeneiskolában ahol egy évig előképzős, majd a zongora lett a főtárgya. Első hangszere a nagyszülőktől kapott Schiller pianínó. Később, a komolyzenei tanulmányokkal szinte egy időben érdeklődött a könnyűzene iránt is, elsősorban az akkori Edda hatására. 1980-as évek végén kezdett a jazz muzsikához is vonzódni, ebben a műfajban Lakatos Szoszó Sándor zongoristától tanulta meg az alapokat.
Már az általános iskolában zenekarban játszott, az első számára is mérhető eredményeket a középiskolai Vizit nevű rockzenekar hozta meg. Ezt több zenekar is követte, a rock együttesektől a pop session munkákig szinte minden. Korán kapcsolatba került az elektronikus hangszerekkel. 12 éves kora óta programozik és kombinálja a hagyományos hangszereket az elektronikus eszközökkel és hangzásvilággal. 1996-tól hosszabb ideig Ausztráliában tartózkodott ahol több zenekarban is megfordult. Egy latin bandában 9 hónapig játszott, ami szakmai szempontból nagy hatással volt rá, és későbbi zenei munkásságára.
Mindezek mellett hazánk egyik legjobban felszerelt, professzionális stúdiójának vezető hangmérnöke, számtalan reklámzene szerzője.
Baráti felkérésre az Alapi István Band billentyűse volt 2010-től. Az Edda 30. nagylemezének hangmérnöke. 2015-ben Gidófalvy Attila felkérésére került a Lord zenekarhoz mint helyettesítő billentyűs, amelynek egy évvel később, 2016-ban már állandó tagja lett. 2017-től egyedüli és állandó billentyűse volt  a zenekarnak, 2021 májusában azonban távozott a Lordból.

## Zenekarok
- Vizit zenekar (1990-1994)
- Slam (1995-1996)
- Alapi István Band (2010)
- Jeff Porcaro Emlékzenekar (2010)
- Pataky Művek (2009-2013)
- Lord (2015-2021)

## Hangszerei
- Hammond M101
- Hammond XK-5 Pro
- Leslie 142
- Roland VK-8
- Korg Kronos 2 88
- Kronos 2 61
- Moog Prodigy